# Otto Frickhoeffer
Otto Frickhoeffer (* 29. März 1892 in Bad Schwalbach; † 9. April 1968 ebenda) war ein deutscher Komponist und Dirigent.

## Leben
Als Sohn eines Sanitätsrates wollte Frickhoeffer Musiker werden. Da der Vater auf einem Medizinstudium bestand, immatrikulierte Frickhoeffer sich an der Ludwig-Maximilians-Universität München. Im Sommersemester 1911 wurde er im Corps Brunsviga München aktiv. Als Inaktiver wechselte er an die Ruprecht-Karls-Universität Heidelberg. Erst als er dort das Physikum bestanden hatte, willigten die Eltern in eine Pianistenlaufbahn ein. Der Erste Weltkrieg unterbrach den hoffnungsvollen Beginn. Für den Dienst an der Kriegsfront nicht voll einsatzfähig, wurde er bei seiner medizinischen Vorbildung zur Betreuung von Verwundetentransporten eingesetzt. Als der Krieg zu Ende war, eigneten sich die Hände nicht mehr zum Klavierspiel. Einen Ausweg bot das Studium der Komposition und des Dirigierens. Ab 1918 lebte Frickhoeffer als Gesangslehrer und Komponist in Berlin.
Ernst Klee führt als Angaben zu Frickhoeffer aus dem nationalsozialistischen Nachschlagewerk Das Deutsche Führerlexikon an, dass dieser sich nach dem Ersten Weltkrieg politisch beim Alldeutschen Verband und der Einwohnerwehr betätigt hatte. Zum 1. Oktober 1931 trat er der NSDAP bei (Mitgliedsnummer 637.862). Darüber hinaus war er Fachspartenleiter des Kampfbundes für deutsche Kultur (KfdK). 1933 beteiligte er sich an dem Festival Das junge Deutschland in der Musik, das der Kampfbund für deutsche Kultur in Bad Pyrmont ausrichtete. Von 1934 bis 1936 war er als Dirigent bei der Reichs-Rundfunk-Gesellschaft tätig. Die NSDAP entsandte ihn als musikalischen Sonderbeauftragten zum Reichssender Frankfurt. Nach der Gleichschaltung sollte er den politischen Kurs per Rundfunkmusik zu unterstützen. Gewünscht waren Werke deutscher Komponisten – Bach, Beethoven, Brahms, Bruckner und Wagner. Ende 1937 wurde er Erster Kapellmeister des Frankfurter Rundfunk-Symphonie-Orchesters. Dann folgte er Hans Rosbaud als Chefdirigent und Leiter der Musikabteilung des Senders, aus dem 1945 der Hessische Rundfunk hervorging. In der Nachkriegszeit in Deutschland an den Rand gestellt und von jeher nicht robust veranlagt, hatte er schwere Jahre durchzustehen. Durch einen Schlaganfall gelähmt, war er ab 1960 bettlägerig. Er starb kurz nach seinem 76. Geburtstag in einem Schwalbacher Altersheim.